# Paradise Valley, Arizona
Paradise Valley är en stad (town) i Maricopa County, i delstaten Arizona, USA. Enligt United States Census Bureau har staden en folkmängd på 13 035 invånare (2011) och en landarea på 40 km².